# Drillia dunkeri
Drillia dunkeri é uma espécie de gastrópode do gênero Drillia, pertencente a família Drilliidae.